# 야후 파이낸스

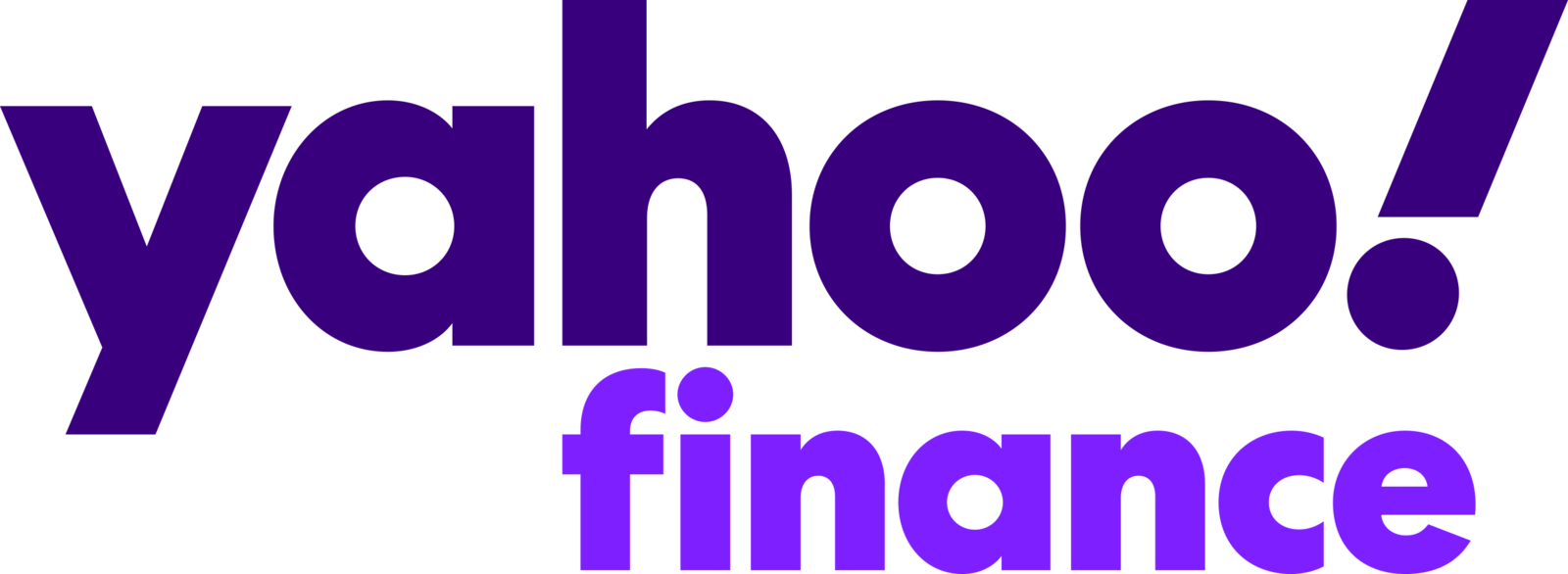

야후 파이낸스(Yahoo Finance)는 야후! 네트워크의 일부인 미디어 자산이다. 주가, 보도자료, 재무 보고서, 그리고 자체 제작 콘텐츠를 포함한 금융 뉴스, 데이터, 논평을 제공한다. 또한 개인 재무 관리를 위한 온라인 도구도 제공한다. 다른 웹사이트의 유료 파트너 콘텐츠뿐만 아니라, 자사 기자팀의 자체 제작 기사도 게시한다. 시밀러웹에서 선정한 주요 뉴스 및 미디어 웹사이트 순위에서 야후 파이낸스는 20위를 차지했다.
2017년, 야후 파이낸스는 암호화폐 관련 뉴스를 볼 수 있는 기능을 추가했다. 비트코인과 이더리움을 포함한 9,000개 이상의 고유한 코인을 제공한다.
야후 파이낸스 비디오 콘텐츠는 애플 TV, 삼성 TV 플러스, 로쿠, 유튜브 등 커넥티드 TV와 기기를 통해 제공되고 있다.

## 같이 보기
- 구글 파이낸스
- MSN